# 切莱-迪布尔盖里亚
切莱-迪布尔盖里亚（義大利語：Celle di Bulgheria），是意大利萨莱诺省的一个市镇。总面积31平方公里，人口1936人，人口密度62.5人/平方公里（2009年）。ISTAT代码为065038。